# Suzuki SX4
Suzuki SX4 je automobil na rozhraní malých vozů a nižší střední třídy. Představen byl v roce 2006 jako pětidveřový crossover – hatchback s prvky SUV, od roku 2007 (v některých evropských zemích včetně ČR od 2008) je nabízen i jako sedan. Pro crossover lze zvolit kromě pohonu přední nápravy také pohon všech kol, který Suzuki nazývá i-AWD. Na vývoji crossoveru Suzuki spolupracovalo s Fiatem, pro který také vyrábí téměř identický model Sedici.

## Pohon všech kol
Systém použitý v SX4 (obchodní označení i-AWD) má tři pracovní režimy. Pro běžný provoz je určený pohon pouze předních kol, případně pohon všech kol, kdy se točivý moment rozděluje mezi nápravy automaticky. V režimu „lock“ je rozdělení v pevném poměru 50:50. Tento režim se při dosažení rychlosti 64 km/h deaktivuje a systém přejde do automatického režimu. Pro rozdělení momentu je použita elektromagnetická mezinápravová spojka.  Verze s pohonem 4×4 mají jiný rozchod kol a vyšší světlou výšku. 

## Sedan
Verze sedan se poprvé v Evropě představila na autosalonu v Ženevě 2007.  Karosérie se liší zejména v zadní části, převis je o 39 cm delší než u hatchbacku. Fiat sedan odvozený od Sedici nenabízí, protože ve stejném segmentu má vlastní model Linea, který využívá platformu Grande Punto.

## Přehled motorizací
V Evropě je model SX4 nabízen se dvěma benzínovými a jedním dieselovým motorem. Motor o objemu 1,5 se prodává jen na vybraných trzích (v ČR v letech 2006 až 2007). Větší motor 1,6 s variabilním časováním ventilů je jedinou motorizací pro karosérii sedan. Vznětový 1,9 DDiS vyrábí Fiat, tento motor má systém vstřikování Common rail, osm ventilů a je standardně vybaven filtrem pevných částic.   Všechny motory plní emisní normu Euro 4.
Pro benzínové motory je určena pětistupňová manuální nebo čtyřstupňová automatická převodovka (jen ve verzích s pohonem předních kol). V České republice není sedan v době zahájení prodeje s automatickou převodovkou nabízen.
V roce 2007 byl představen také motor 1,6 DDiS, který ale dosud není v prodeji.
| Model                           | 1,5 4x2               | 1,6 VVT 4x2           | 1,6 VVT 4x4           | 1,9 DDiS 4x2          | 1,9 DDiS 4x4          | 1,6 VVT          |
| Karosérie                       | crossover (hatchback) | crossover (hatchback) | crossover (hatchback) | crossover (hatchback) | crossover (hatchback) | sedan            |
| Uspořádání válců                | 4 v řadě              | 4 v řadě              | 4 v řadě              | 4 v řadě              | 4 v řadě              | 4 v řadě         |
| Druh motoru                     | benzínový             | benzínový             | benzínový             | turbodiesel           | turbodiesel           | benzínový        |
| Typ motoru                      | M15A                  | M16A VVT              | M16A VVT              | D19AA                 | D19AA                 | M16A VVT         |
| Objem (cm³)                     | 1490                  | 1586                  | 1586                  | 1910                  | 1910                  | 1586             |
| Vrtání × zdvih (mm)             | 78,0 × 78,0           | 78,0 × 83,0           | 78,0 × 83,0           | 82,0 × 90,4           | 82,0 × 90,4           | 78,0 × 83,0      |
| Kompresní poměr                 | 9,5:1                 | 10,5:1                | 10,5:1                | 18,0:1                | 18,0:1                | 10,5:1           |
| Výkon (kW)                      | 73 při 5800 ot.       | 79 při 5600 ot.       | 79 při 5600 ot.       | 88 při 3500 ot.       | 88 při 3500 ot.       | 79 při 5600 ot.  |
| Kroutící moment (Nm)            | 133 při 4100 ot.      | 145 při 4000 ot.      | 145 při 4000 ot.      | 280 při 2000 ot.      | 280 při 2000 ot.      | 145 při 4000 ot. |
| Nejvyšší rychlost               | 175 km/h              | 180 (170)* km/h       | 170 km/h              | 190 km/h              | 180 km/h              | 180 (170)* km/h  |
| Zrychlení 0–100 km/h            | 11,0 s                | 10,8 (12,3)* s        | 11,5 s                | 10,5 s                | 11,2 s                | 10,7 (12,3)* s   |
| Kombinovaná spotřeba (l/100 km) | 6,8                   | 6,8 (7,6)*            | 7,1                   | 6,3                   | 6,6                   | 6,7 (7,4)*       |
| Emise CO2 (g/km)                | 163                   | 165 (173)*            | 182                   | 166                   | 174                   | 159 (175)*       |
| Pohotovostní hmotnost (kg)      | 1205                  | 1205 (1220)           | 1265                  | 1340                  | 1400                  | 1240 (1255)*     |

Pozn. : * = s automatickou převodovkou
Nabízené verze v ČR:
- crossover „Urban Line“ – 1,5 4×2, 1,6 4×2
- crossover „Outdoor Line“ – 1,5 4×2, 1,6 4×2, 1,6 4×4, 1,9 4×4
- sedan – 1,6 4×2

### Verze pro Japonsko
V Japonsku se SX4 prodává s benzínovými motory 1,5 a 2,0 litru (sedan jen s 1,5). Všechny verze jsou výhradně se čtyřstupňovou automatickou převodovkou. 
| Model                      | 1,5E / 1,5F / 1,5XF / 1,5G / 1,5XG | 1,5E / 1,5F / 1,5XF / 1,5G / 1,5XG | 2,0S / 2,0XS          | 2,0S / 2,0XS          | 1,5F / 1,5G sedan |
| Pohon                      | 4x2                                | 4x4                                | 4x2                   | 4x4                   | 4x2               |
| Karosérie                  | crossover (hatchback)              | crossover (hatchback)              | crossover (hatchback) | crossover (hatchback) | sedan             |
| Uspořádání válců           | 4 v řadě                           | 4 v řadě                           | 4 v řadě              | 4 v řadě              | 4 v řadě          |
| Druh motoru                | benzínový                          | benzínový                          | benzínový             | benzínový             | benzínový         |
| Typ motoru                 | M15A VVT                           | M15A VVT                           | J20A                  | J20A                  | M15A VVT          |
| Objem (cm³)                | 1490                               | 1490                               | 1995                  | 1995                  | 1490              |
| Vrtání × zdvih (mm)        | 78,0 × 78,0                        | 78,0 × 78,0                        | 84,0 × 90,0           | 84,0 × 90,0           | 78,0 × 78,0       |
| Kompresní poměr            | 9,5:1                              | 9,5:1                              | 10,5:1                | 10,5:1                | 9,5:1             |
| Výkon (kW)                 | 81 při 6000 ot.                    | 81 při 6000 ot.                    | 107 při 5800 ot.      | 107 při 5800 ot.      | 81 při 6000 ot.   |
| Kroutící moment (Nm)       | 143 při 4000 ot.                   | 143 při 4000 ot.                   | 193 při 4000 ot.      | 193 při 4000 ot.      | 143 při 4000 ot.  |
| Pohotovostní hmotnost (kg) | 1190                               | 1250                               | 1250                  | 1310                  | 1190              |

### Verze pro USA
V USA se SX4 prodává se čtyřválcovým benzínovým motorem o objemu 2,0 litru. Hatchback má vždy pohon všech kol i-AWD, pro obě karosérie je na výběr pětistupňová manuální nebo čtyřstupňová automatická převodovka.
| Model                      | SX4 Crossover AWD     | SX4 Sport        |
| Karosérie                  | crossover (hatchback) | sedan            |
| Uspořádání válců           | 4 v řadě              | 4 v řadě         |
| Druh motoru                | benzínový             | benzínový        |
| Typ motoru                 | J20A                  | J20A             |
| Objem (cm³)                | 1995                  | 1995             |
| Vrtání × zdvih (mm)        | 84,1 × 89,9           | 84,1 × 89,9      |
| Kompresní poměr            | 10,5:1                | 10,5:1           |
| Výkon (kW)                 | 105 při 5800 ot.      | 105 při 5800 ot. |
| Kroutící moment (Nm)       | 184 při 3500 ot.      | 184 při 3500 ot. |
| Pohotovostní hmotnost (kg) | 1295 (1331)*          | 1210 (1245)*     |

Pozn. : * = s automatickou převodovkou

## Rozměry
| Karosérie           | Crossover (EU) | Crossover (EU) | Crossover (Jap. & USA) | Crossover (Jap. & USA) | Sedan (EU) | Sedan (Jap.) | Sedan (USA) |
| Verze               | Urban Line     | Outdoor Line   | E, F, G, S             | XF, XG, XS, USA        |            |              |             |
| Délka (mm)          | 4100           | 4140           | 4115                   | 4135                   | 4490       | 4490         | 4510        |
| Šířka (mm)          | 1730           | 1755           | 1730                   | 1755                   | 1730       | 1730         | 1730        |
| Výška (mm)          | 1565 (1555)*   | 1605 (1620)**  | 1570                   | 1605                   | 1545       | 1545         | 1545        |
| Rozvor (mm)         | 2500           | 2500           | 2500                   | 2500                   | 2500       | 2500         | 2500        |
| Rozchod vpředu (mm) | 1500 (1495)**  | 1500 (1495)**  | 1500 (1495)**          | 1500 (1495)**          | 1500       | 1500         | 1500        |
| Rozchod vzadu (mm)  | 1495           | 1495           | 1495                   | 1495                   | 1495       | 1495         | 1495        |
| Světlá výška (mm)   | 175 (165)*     | 175 (190)**    | 160                    | 175                    | 165        | 175          | 175         |
| Zav. prostor (l)    | 270 / 625      | 270 / 625      |                        |                        | 515        |              |             |

Pozn. : * = s pneumatikami 195/65 R15 (standardně 205/60 R16); ** = verze 4×4

## Závodní verze

### SX4 WRC
Suzuki SX4 WRC je závodní speciál automobilky Suzuki postavený pro mistrovství světa kategorie WRC. V souladu s pravidly jej pohání přeplňovaný motor o objemu 2,0 litru, který má maximální výkon 235kW/4000–4500 ot. /min a točivý moment 590Nm/3500 ot. /min, poháněna jsou všechna čtyři kola. 
Se závodním speciálem odvozeným od SX4 se Suzuki od sezóny Mistrovství světa v rallye 2007 účastní závodů rallye v kategorii WRC. Za tým Suzuki v sezóně 2008 závodí Toni Gardemeister a Per-Gunnar Andersson, v jediných dvou závodech sezóny 2007, kterých se Suzuki zúčastnilo řídili vůz Nicolas Bernardi (Korsická rally) a Sebastian Lindholm (Britská rally). 
Souběžně s působení ve WRC se Suzuki dále účastní juniorského mistrovství JWRC s vozem Swift Super 1600.
Rozměry
- Délka – 4125 mm
- Šířka – 1770 mm
- Výška – 1450 mm
- Rozvor – 2525 mm
- Hmotnost – 1230 kg

## Statistika registrací

### Registrace v ČR
| Rok  | registrace OA | z toho 4x4 | registrace LUV | z toho 4x4 | celkem OA+LUV |
| 2006 | 354           | 137        | 0              | 0          | 354           |
| 2007 | 1177          | 505        | 2              | 0          | 1179          |

Zdroj: SDA-CIA

### Registrace v Německu
- 2006 –  3126
- 2007 –  6136

Zdroj: Kraftfahrt-Bundesamt